# Байтерек (Сайрамский район)
Байтерек (каз. Бәйтерек, до 2018 г. — Манкент) — село в Сайрамском районе Туркестанской области Казахстана. Входит в состав Аксукентского сельского округа. Код КАТО — 515230200.

## Население
В 1999 году население села составляло 1030 человек (485 мужчин и 545 женщин). По данным переписи 2009 года, в селе проживали 1802 человека (895 мужчин и 907 женщин).